# Freie-Partie-Europameisterschaft 1999

Logo CEB (ausrichtender Verband)

Veranstaltungsort: Venlo

Die Freie-Partie-Europameisterschaft 1999 war das 28. Turnier in dieser Disziplin des Karambolagebillards und fand vom 25. bis zum 30. Mai 1999 in Venlo statt. Es war die dritte Freie-Partie-Europameisterschaft in den Niederlanden.

## Geschichte
Ganz souverän holte sich der Luxemburger Fonsy Grethen seinen dritten Europameistertitel in der Freien Partie. Zweiter wurde Ex-Europameister Martin Horn. Er verlor nur zweimal gegen den neuen Titelträger, konnte sich aber im Halbfinale erst in der Verlängerung gegen den Bochumer Thomas Nockemann durchsetzen. Nockemann belegte zusammen mit dem Belgier Patrick Niessen Platz drei.

## Turniermodus
Es wurden zwei Qualifikationsrunden gespielt, in denen sich die besten sich sieben Spieler für das Hauptturnier qualifizieren konnten. Die Partiedistanz betrug 250 Punkte in der Vorqualifikation und 300 Punkte in der Hauptqualifikation. Im Hauptturnier kam der Titelverteidiger dazu. Hier wurden zwei Gruppen gebildet zu je vier Spielern. Aus jeder Gruppe qualifizierten sich die besten zwei Akteure für das Halbfinale. Die Partiedistanz betrug 400 Punkte. Platz drei wurde nicht mehr ausgespielt. Es gab zwei Bronzemedaillen.
Bei MP-Gleichstand in der Endtabelle wurde in folgender Reihenfolge gewertet:
1. MP = Matchpunkte
2. GD = Generaldurchschnitt
3. HS = Höchstserie

## Qualifikation
| MP    | Match Points (Sieger = 2; Unentschieden = 1; Verlierer = 0) |
| Pkte. | Erzielte Karambolagen                                       |
| Aufn. | Benötigte Versuche                                          |
| GD    | Generaldurchschnitt                                         |
| BED   | Bester Einzeldurchschnitt eines Spielers                    |
| HS    | Höchstserie                                                 |
|       | Bester GD des Turniers                                      |
|       | Bester ED des Turniers                                      |
|       | Beste HS des Turniers                                       |
|       | 1. Platz (Gold)                                             |
|       | 2. Platz (Silber)                                           |
|       | 3. Platz (Bronze)                                           |

### Vor-Vor-Qualifikation
| 1 | Hans Klok        | 4:0 | 500 | 25 | 20,00 | 25,00 | 131 |
| 2 | René Luysterburg | 2:2 | 344 | 29 | 11,86 | 13,15 | 79  |
| 3 | Arnd Riedel      | 0:4 | 120 | 34 | 3,52  | –     | 52  |

| 1 | Wiljan van den Heuvel  | 2:2 | 291 | 11 | 26,45 | 41,66 | 224 |
| 2 | Martin van Beerschoten | 2:2 | 362 | 15 | 24,13 | 27,77 | 103 |
| 3 | Jean-Jacques Pernel    | 2:2 | 319 | 14 | 22,78 | 50,00 | 231 |

| 1 | Martien van der Spoel | 4:0 | 500 | 12 | 41,66 | 83,33 | 248 |
| 2 | Gunther Vastré        | 2:2 | 376 | 29 | 12,96 | 9,61  | 123 |
| 3 | Markus Melerski       | 0:4 | 278 | 35 | 7,94  | –     | 41  |

| 1 | Wim Maarsman    | 4:0 | 500 | 11 | 45,45 | 83,33 | 223 |
| 2 | Gerhard Huber   | 2:2 | 322 | 26 | 12,38 | 13,88 | 93  |
| 3 | Martin Vreekamp | 0:4 | 194 | 21 | 9,23  | –     | 92  |

| 1 | Edgar Meerwijk  | 4:0 | 500 | 21 | 23,80 | 35,71 | 189 |
| 2 | Patrick Janssen | 2:2 | 409 | 26 | 15,73 | 20,83 | 112 |
| 3 | Rudy Henry      | 0:4 | 134 | 19 | 7,05  | –     | 41  |

| 1 | Sjors van Ginneken | 2:2 | 352 | 12 | 29,33 | 50,00 | 230 |
| 2 | Esteve Mata        | 2:2 | 281 | 12 | 23,41 | 35,71 | 92  |

### Vor-Qualifikation
| 1 | Marek Faus            | 4:0 | 500 | 8 | 62,50 | 83,33 | 250 |
| 2 | Wim Maarsman          | 2:2 | 274 | 8 | 34,25 | 83,33 | 241 |
| 3 | Martien van der Spoel | 0:4 | 5   | 6 | 0,83  | –     | 4   |

| 1 | Michel van Silfhout | 4:0 | 500 | 10 | 50,00 | 83,33 | 177 |
| 2 | Carlos Tuset        | 2:2 | 440 | 8  | 55,00 | 50,00 | 110 |
| 3 | Edgar Meerwijk      | 0:4 | 281 | 12 | 23,41 | –     | 156 |

| 1 | Michael Hikl     | 4:0 | 500 | 8 | 62,50 | 250,00 | 250 |
| 2 | Hans Klok        | 2:2 | 439 | 9 | 48,22 | 125,00 | 249 |
| 3 | Fabio Venditelli | 0:4 | 6   | 3 | 2,00  | –      | 3   |

| 1 | Sjors van Ginneken | 4:0 | 500 | 11 | 45,45 | 62,50 | 234 |
| 2 | David Jacquet      | 2:2 | 305 | 9  | 33,88 | 50,00 | 160 |
| 3 | Francisco Fortiana | 0:4 | 165 | 12 | 13,75 | –     | 48  |

| 1 | Jordi Amell           | 2:2 | 270 | 5 | 54,00 | 83,33  | 231 |
| 2 | John van der Stappen  | 2:2 | 415 | 8 | 51,87 | 50,00  | 202 |
| 3 | Wiljan van den Heuvel | 2:2 | 271 | 7 | 38,71 | 125,00 | 196 |

| 1 | Peter Volleberg        | 4:0 | 500 | 10 | 50,00 | 50,00 | 180 |
| 2 | Louis Edelin           | 2:2 | 300 | 8  | 37,50 | 83,33 | 241 |
| 3 | Martin van Beerschoten | 0:4 | 195 | 8  | 24,37 | –     | 164 |

### Haupt-Qualifikation
| Abschlusstabelle Gruppe A | Abschlusstabelle Gruppe A | Abschlusstabelle Gruppe A | Abschlusstabelle Gruppe A | Abschlusstabelle Gruppe A | Abschlusstabelle Gruppe A | Abschlusstabelle Gruppe A | Abschlusstabelle Gruppe A | Abschlusstabelle Gruppe A |
| Platz                     | Name                      | MP                        | Pkte.                     | Aufn.                     | GD                        | BED                       | HS                        |                           |
| ------------------------- | ------------------------- | ------------------------- | ------------------------- | ------------------------- | ------------------------- | ------------------------- | ------------------------- | ------------------------- |
| 1                         | Dave Christiani           | 4:0                       | 600                       | 12                        | 50,00                     | 60,00                     | 290                       |                           |
| 2                         | Philippe Deraes           | 2:2                       | 321                       | 9                         | 35,66                     | 150,00                    | 299                       |                           |
| 3                         | Thomas Schioler           | 0:4                       | 200                       | 7                         | 28,57                     | –                         | 105                       |                           |

| Abschlusstabelle Gruppe B | Abschlusstabelle Gruppe B | Abschlusstabelle Gruppe B | Abschlusstabelle Gruppe B | Abschlusstabelle Gruppe B | Abschlusstabelle Gruppe B | Abschlusstabelle Gruppe B | Abschlusstabelle Gruppe B | Abschlusstabelle Gruppe B |
| Platz                     | Name                      | MP                        | Pkte.                     | Aufn.                     | GD                        | BED                       | HS                        |                           |
| ------------------------- | ------------------------- | ------------------------- | ------------------------- | ------------------------- | ------------------------- | ------------------------- | ------------------------- | ------------------------- |
| 1                         | Fonsy Grethen             | 4:0                       | 600                       | 3                         | 200,00                    | 300,00                    | 300                       |                           |
| 2                         | Marek Faus                | 2:2                       | 300                       | 3                         | 100,00                    | 150,00                    | 170                       |                           |
| 3                         | Marc Daudignac            | 0:4                       | 197                       | 4                         | 49,25                     | –                         | 109                       |                           |

| Abschlusstabelle Gruppe C | Abschlusstabelle Gruppe C | Abschlusstabelle Gruppe C | Abschlusstabelle Gruppe C | Abschlusstabelle Gruppe C | Abschlusstabelle Gruppe C | Abschlusstabelle Gruppe C | Abschlusstabelle Gruppe C | Abschlusstabelle Gruppe C |
| Platz                     | Name                      | MP                        | Pkte.                     | Aufn.                     | GD                        | BED                       | HS                        |                           |
| ------------------------- | ------------------------- | ------------------------- | ------------------------- | ------------------------- | ------------------------- | ------------------------- | ------------------------- | ------------------------- |
| 1                         | Martin Horn               | 4:0                       | 600                       | 6                         | 100,00                    | 300,00                    | 300                       |                           |
| 2                         | Michael Hikl              | 2:2                       | 309                       | 7                         | 44,14                     | 150,00                    | 300                       |                           |
| 3                         | Axel Büscher              | 0:4                       | 127                       | 3                         | 42,33                     | -                         | 105                       |                           |

| Abschlusstabelle Gruppe D | Abschlusstabelle Gruppe D | Abschlusstabelle Gruppe D | Abschlusstabelle Gruppe D | Abschlusstabelle Gruppe D | Abschlusstabelle Gruppe D | Abschlusstabelle Gruppe D | Abschlusstabelle Gruppe D | Abschlusstabelle Gruppe D |
| Platz                     | Name                      | MP                        | Pkte.                     | Aufn.                     | GD                        | BED                       | HS                        |                           |
| ------------------------- | ------------------------- | ------------------------- | ------------------------- | ------------------------- | ------------------------- | ------------------------- | ------------------------- | ------------------------- |
| 1                         | Michel van Silfhout       | 4:0                       | 600                       | 7                         | 85,71                     | 100,00                    | 211                       |                           |
| 2                         | Xavier Carrer             | 1:3                       | 413                       | 7                         | 59,00                     | 75,00                     | 212                       |                           |
| 3                         | Brahim Djoubri            | 1:3                       | 462                       | 8                         | 57,75                     | 75,00                     | 196                       |                           |

| Abschlusstabelle Gruppe E | Abschlusstabelle Gruppe E | Abschlusstabelle Gruppe E | Abschlusstabelle Gruppe E | Abschlusstabelle Gruppe E | Abschlusstabelle Gruppe E | Abschlusstabelle Gruppe E | Abschlusstabelle Gruppe E | Abschlusstabelle Gruppe E |
| Platz                     | Name                      | MP                        | Pkte.                     | Aufn.                     | GD                        | BED                       | HS                        |                           |
| ------------------------- | ------------------------- | ------------------------- | ------------------------- | ------------------------- | ------------------------- | ------------------------- | ------------------------- | ------------------------- |
| 1                         | Patrick Niessen           | 4:0                       | 600                       | 2                         | 300,00                    | 300,00                    | 300                       |                           |
| 2                         | Peter Volleberg           | 2:2                       | 319                       | 7                         | 45,57                     | 50,00                     | 184                       |                           |
| 3                         | Frans van Hoey            | 0:4                       | 251                       | 7                         | 35,86                     | –                         | 113                       |                           |

| Abschlusstabelle Gruppe F | Abschlusstabelle Gruppe F | Abschlusstabelle Gruppe F | Abschlusstabelle Gruppe F | Abschlusstabelle Gruppe F | Abschlusstabelle Gruppe F | Abschlusstabelle Gruppe F | Abschlusstabelle Gruppe F | Abschlusstabelle Gruppe F |
| Platz                     | Name                      | MP                        | Pkte.                     | Aufn.                     | GD                        | BED                       | HS                        |                           |
| ------------------------- | ------------------------- | ------------------------- | ------------------------- | ------------------------- | ------------------------- | ------------------------- | ------------------------- | ------------------------- |
| 1                         | Thomas Nockemann          | 4:2                       | 600                       | 3                         | 200,00                    | 300,00                    | 300                       |                           |
| 2                         | Sjors van Ginneken        | 4:2                       | 600                       | 5                         | 120,00                    | 300,00                    | 300                       |                           |
| 3                         | Ad Klijn                  | 0:4                       | 168                       | 6                         | 28,00                     | –                         | 92                        |                           |

| Abschlusstabelle Gruppe G | Abschlusstabelle Gruppe G | Abschlusstabelle Gruppe G | Abschlusstabelle Gruppe G | Abschlusstabelle Gruppe G | Abschlusstabelle Gruppe G | Abschlusstabelle Gruppe G | Abschlusstabelle Gruppe G | Abschlusstabelle Gruppe G |
| Platz                     | Name                      | MP                        | Pkte.                     | Aufn.                     | GD                        | BED                       | HS                        |                           |
| ------------------------- | ------------------------- | ------------------------- | ------------------------- | ------------------------- | ------------------------- | ------------------------- | ------------------------- | ------------------------- |
| 1                         | Jordi Amell               | 4:0                       | 600                       | 14                        | 42,85                     | 42,85                     | 229                       |                           |
| 2                         | Jérôme Galerne            | 2:2                       | 500                       | 10                        | 50,00                     | 100,00                    | 233                       |                           |
| 3                         | Otto Truska               | 0:4                       | 173                       | 10                        | 17,30                     | –                         | 43                        |                           |

## Hauptturnier

### Gruppenphase
| Abschlusstabelle Gruppe A | Abschlusstabelle Gruppe A | Abschlusstabelle Gruppe A | Abschlusstabelle Gruppe A | Abschlusstabelle Gruppe A | Abschlusstabelle Gruppe A | Abschlusstabelle Gruppe A | Abschlusstabelle Gruppe A |
| Platz                     | Name                      | MP                        | Pkt.                      | Aufn.                     | GD                        | BED                       | HS                        |
| ------------------------- | ------------------------- | ------------------------- | ------------------------- | ------------------------- | ------------------------- | ------------------------- | ------------------------- |
| 1                         | Fonsy Grethen             | 6:0                       | 1200                      | 4                         | 300,00                    | 400,00                    | 400                       |
| 2                         | Martin Horn               | 4:2                       | 800                       | 7                         | 114,28                    | 400,00                    | 400                       |
| 3                         | Arnim Kahofer             | 2:4                       | 426                       | 10                        | 42,60                     | 100,00                    | 296                       |
| 4                         | Jordi Amell               | 0:6                       | 328                       | 7                         | 46,85                     | –                         | 318                       |

| Abschlusstabelle Gruppe B | Abschlusstabelle Gruppe B | Abschlusstabelle Gruppe B | Abschlusstabelle Gruppe B | Abschlusstabelle Gruppe B | Abschlusstabelle Gruppe B | Abschlusstabelle Gruppe B | Abschlusstabelle Gruppe B |
| Platz                     | Name                      | MP                        | Pkt.                      | Aufn.                     | GD                        | BED                       | HS                        |
| ------------------------- | ------------------------- | ------------------------- | ------------------------- | ------------------------- | ------------------------- | ------------------------- | ------------------------- |
| 1                         | Thomas Nockemann          | 4:2                       | 879                       | 4                         | 219,75                    | 400,00                    | 400                       |
| 2                         | Patrick Niessen           | 4:2                       | 812                       | 5                         | 162,40                    | 400,00                    | 400                       |
| 3                         | Dave Christiani           | 4:2                       | 800                       | 6                         | 133,33                    | 200,00                    | 397                       |
| 4                         | Michel van Silfhout       | 0:6                       | 320                       | 7                         | 45,71                     | –                         | 162                       |

### KO-Phase
|  | Halbfinale       | Halbfinale | Halbfinale | Halbfinale | Halbfinale | Halbfinale |               |             | Finale | Finale | Finale | Finale | Finale | Finale |
|  |                  |            |            |            |            |            |               |             |        |        |        |        |        |        |
|  |                  | MP         | Pkte.      | Aufn.      | ED         | HS         |               |             |        |        |        |        |        |        |
|  |                  | MP         | Pkte.      | Aufn.      | ED         | HS         |               |             |        |        |        |        |        |        |
|  | Fonsy Grethen    | 2          | 400        | 4          | 100,00     | 213        |               |             |        |        |        |        |        |        |
|  | Fonsy Grethen    | 2          | 400        | 4          | 100,00     | 213        |               | MP          | Pkte.  | Aufn.  | ED     | HS     |        |        |
|  | Patrick Niessen  | 0          | 326        | 4          | 81,50      | 326        |               | MP          | Pkte.  | Aufn.  | ED     | HS     |        |        |
|  | Patrick Niessen  | 0          | 326        | 4          | 81,50      | 326        | Fonsy Grethen | 2           | 400    | 1      | 200,00 | 400    |        |        |
|  |                  | MP         | Pkte.      | Aufn.      | ED         | HS         | Fonsy Grethen | 2           | 400    | 1      | 200,00 | 400    |        |        |
|  |                  | MP         | Pkte.      | Aufn.      | ED         | HS         |               | Martin Horn | 0      | 105    | 1      | 105,00 | 105    |        |
|  | Thomas Nockemann | 0          | 400/0      | 2          | 200,00     | 400        |               | Martin Horn | 0      | 105    | 1      | 105,00 | 105    |        |
|  | Thomas Nockemann | 0          | 400/0      | 2          | 200,00     | 400        |               |             |        |        |        |        |        |        |
|  | Martin Horn      | 2          | 400/40     | 2          | 200,00     | 400        |               |             |        |        |        |        |        |        |
|  | Martin Horn      | 2          | 400/40     | 2          | 200,00     | 400        |               |             |        |        |        |        |        |        |

## Abschlusstabelle
| Phase                                 | Platz | Name                | MP   | Pkt. | Aufn. | GD     | BED    | HS  |
| ------------------------------------- | ----- | ------------------- | ---- | ---- | ----- | ------ | ------ | --- |
| Finale                                | 1     | Fonsy Grethen       | 10:0 | 2000 | 9     | 222,22 | 400,00 | 400 |
| Finale                                | 2     | Martin Horn         | 6:4  | 1305 | 10    | 130,50 | 400,00 | 400 |
| Halb- finale                          | 3     | Thomas Nockemann    | 4:4  | 1279 | 6     | 213,16 | 400,00 | 400 |
| Halb- finale                          | 3     | Patrick Niessen     | 4:4  | 1138 | 9     | 126,44 | 400,00 | 400 |
| Gruppen- phase                        | 5     | Dave Christiani     | 4:2  | 800  | 6     | 133,33 | 200,00 | 397 |
| Gruppen- phase                        | 6     | Arnim Kahofer       | 2:4  | 426  | 10    | 42,60  | 100,00 | 296 |
| Gruppen- phase                        | 7     | Jordi Amell         | 0:6  | 328  | 7     | 46,85  | –      | 318 |
| Gruppen- phase                        | 8     | Michel van Silfhout | 0:6  | 320  | 7     | 45,71  | –      | 162 |
| Turnierdurchschnitt: Endrunde: 118,68 |       |                     |      |      |       |        |        |     |